# Microlente gravitazionale
In astronomia, il termine microlente gravitazionale si riferisce a quei fenomeni di lente gravitazionale in cui le diverse immagini create dalla lente hanno una separazione angolare così piccola da non poter essere risolte con i telescopi ottici.
I primi eventi di microlensing gravitazionale sono stati osservati nel 1993. Nel 2006 Akihiko Tago ha osservato il primo caso di microlensing gravitazionale  al di fuori del nucleo della nostra galassia e delle due Nubi di Magellano.

## Spiegazione scientifica
Il microlensing è l'effetto di focalizzazione gravitazionale esercitato, anziché da oggetti di grande massa, come intere galassie, da oggetti di massa relativamente piccola, come ad esempio una stella. Interpretando come un effetto di microlensing le variazioni di lungo periodo dei quasar lontani, un astronomo dell'Osservatorio Reale di Edimburgo, il rinomato Michael Hawkins (1942), ha ipotizzato nel 1993 che l'universo sia composto per una frazione molto alta da buchi neri primordiali di massa paragonabile a quella di Giove, formati da fluttuazioni quantistiche nei primi microsecondi di vita dell'Universo.

## La ricerca di pianeti extrasolari
Il microlensing gravitazionale fornisce un metodo di individuazione di pianeti extrasolari, ossia non appartenenti al Sistema solare.